# Kaszkajowie
Kaszkajowie – lud pochodzenia tureckiego.
Zamieszkują pustynne tereny południowego Iranu. Zajmują się koczowniczą hodowlą owiec i wielbłądów. Wyznają islam w jego szyickiej formie. Z sąsiednimi ludami porozumiewają się po persku, na co dzień jednak używają własnego języka kaszkajskiego – bardzo zbliżonego do azerskiego. Lud ten to, prawdopodobnie, sturczeni Persowie. Jest ich ok. 1,5 mln.
Nazwa ludu została wykorzystana jako marka samochodu Nissan Qashqai.